# Ivan Štraus (houslista)
Ivan Štraus (* 13. února 1937 Teplice-Šanov) je houslový virtuos a profesor Akademie múzických umění v Praze.

## Životopis
Po studiu na pražské konzervatoři a HAMU studoval jako aspirant na konzervatoři v Moskvě v letech 1966–1968 u Galiny Barinové. V roce 1968 byl v konkurzu vybrán jako učitel HAMU, roku 1975 z politických důvodů propuštěn a působil na Konzervatoři Pardubice. Od roku 1990 je profesorem AMU.
Ivan Štraus je interpret sólové i komorní hudby, věnuje se současné hudbě a její popularizaci. V letech 1968–1979 byl členem Českého tria, v letech 1979–2003 primáriem Sukova kvarteta, jako sólista vystupoval s různými orchestry doma i v zahraničí a je držitelem řady ocenění (vítěz soutěže Pražského jara 1964, cena Academy Charles Cross 1966 aj.). Vedle koncertů a vyučování vydává také smyčcové kvartety Bohuslava Martinů.